# Mallorca Voltors
I Mallorca Voltors sono una squadra di football americano di Palma di Maiorca, fondata nel 1987. Partecipano alla LNFA Serie A.

## Dettaglio stagioni

### Amichevoli
| Stagione | Vin | Par | Per | Tot | PF | PS | avversaria          |
| -------- | --- | --- | --- | --- | -- | -- | ------------------- |
| 2017     | 0   | 0   | 1   | 1   | 14 | 21 | Reykjavík Einherjar |
| 2023     | 0   | 0   | 1   | 1   | 13 | 21 | Sealand Seahawks    |
| Totale   | 0   | 0   | 2   | 2   | 27 | 42 |                     |

### Tornei nazionali

#### Campionato

##### LNFA/LNFA Elite/Serie A
| Stagione | regular season | regular season | regular season | regular season | regular season | regular season | playoff | playoff | playoff | playoff | playoff | playoff          | playoff                |
|          | Vin            | Par            | Per            | Tot            | PF             | PS             | Vin     | Per     | Tot     | PF      | PS      | risultato        | avversaria             |
| -------- | -------------- | -------------- | -------------- | -------------- | -------------- | -------------- | ------- | ------- | ------- | ------- | ------- | ---------------- | ---------------------- |
| 1995     | 4              | 0              | 5              | 9              | ?              | ?              | 0       | 1       | 1       | 12      | 35      | Wild Card        | Zaragoza Lions         |
| 1996     | 2              | 0              | 9              | 11             | ?              | ?              | -       | -       | -       | -       | -       | -                | -                      |
| 1997     | ?              | ?              | ?              | 9              | ?              | ?              | 0       | 1       | 1       | 0       | 40      | Primo turno      | L'Hospitalet Pioners   |
| 2015     | 0              | 0              | 10             | 10             | 26             | 439            | -       | -       | -       | -       | -       | -                | -                      |
| 2018     | 3              | 0              | 3              | 6              | 93             | 170            | 1       | 1       | 2       | 55      | 37      | Quarti di finale | Murcia Cobras          |
| 2019     | 4              | 0              | 4              | 8              | 150            | 164            | 0       | 1       | 1       | 13      | 21      | Quarti di finale | Camioneros de Coslada  |
| 2020     | 3              | 0              | 1              | 4              | 151            | 81             | -       | -       | -       | -       | -       | -                | -                      |
| 2021     | 5              | 0              | 3              | 8              | 222            | 176            | 0       | 1       | 1       | 14      | 49      | Semifinale       | Las Rozas Black Demons |
| 2022     | 3              | 0              | 5              | 8              | 173            | 237            | -       | -       | -       | -       | -       | -                | -                      |
| Totale   | 24+?           | 0+?            | 40+?           | 73             | 815+?          | 1267+?         | 1       | 5       | 6       | 94      | 182     |                  |                        |

Fonti: Enciclopedia del Football - A cura di Roberto Mezzetti

##### Conferencias/Serie B
| Stagione | regular season | regular season | regular season | regular season | regular season | regular season | playoff | playoff | playoff | playoff | playoff | playoff      | playoff         |
|          | Vin            | Par            | Per            | Tot            | PF             | PS             | Vin     | Per     | Tot     | PF      | PS      | risultato    | avversaria      |
| -------- | -------------- | -------------- | -------------- | -------------- | -------------- | -------------- | ------- | ------- | ------- | ------- | ------- | ------------ | --------------- |
| 2012     | 7              | 0              | 1              | 8              | 214            | 80             | 1       | 1       | 2       | 24      | 18      | Semifinale   | Valencia Giants |
| 2013     | 3              | 0              | 5              | 8              | 93             | 81             | -       | -       | -       | -       | -       | -            | -               |
| 2014     | 6              | 0              | 0              | 10             | 177            | 44             | 3       | 0       | 3       | 29      | 13      | Promossi     | Reus Imperials  |
| 2016     | 2              | 0              | 4              | 6              | 77             | 87             | 0       | 1       | 1       | 0       | 7       | Wild Card    | Gijón Mariners  |
| 2017     | 4              | 0              | 4              | 8              | 177            | 172            | 0       | 2       | 2       | 8       | 60      | Non promossi | Valencia Giants |
| Totale   | 16             | 0              | 14             | 30             | 561            | 420            | 1       | 4       | 5       | 32      | 85      |              |                 |

Fonti: Enciclopedia del Football - A cura di Roberto Mezzetti

#### Coppa
| Stagione | regular season | regular season | regular season | regular season | regular season | regular season | playoff | playoff | playoff | playoff | playoff | playoff   | playoff              |
|          | Vin            | Par            | Per            | Tot            | PF             | PS             | Vin     | Per     | Tot     | PF      | PS      | risultato | avversaria           |
| -------- | -------------- | -------------- | -------------- | -------------- | -------------- | -------------- | ------- | ------- | ------- | ------- | ------- | --------- | -------------------- |
| 2019     | -              | -              | -              | -              | -              | -              | 0       | 1       | 1       | 3       | 27      | Wild Card | Alcobendas Cavaliers |
| Totale   | -              | -              | -              | -              | -              | -              | 0       | 1       | 1       | 3       | 27      |           |                      |

Fonti: Enciclopedia del Football - A cura di Roberto Mezzetti

## Palmarès

### Titoli nazionali
- 1 LNFA Serie B (2014)